# Fricasé
El fricasé (del francés fricassée) es un plato tradicional originario de Francia, que consiste en un guiso de carne blanca en trozos con verduras, espesado con una salsa blanca.

## Etimología
Etimológicamente la palabra viene del francés fricassée, que a su vez puede tener dos orígenes: del latín vulgar frigicare 'freír', o de un cruce entre dos verbos franceses frire 'freír' y casser 'romper'.[cita requerida] La emigración francesa y europea extendió el plato y el término por América, y a veces el término es acuñado a platos ajenos (sin origen o relación alguna) a la preparación francesa.

## Proceso
Lo básico es cortar el alimento en pedazos para luego saltearlos. Algunas recetas especifican que se deben cocinar previamente y luego saltearlos en su propia grasa [cita requerida]. Lo habitual es saltearlos primero y estofarlos a continuación.
En el diccionario de la RAE lo definen como "Guisado de la cocina francesa, cuya salsa se bate con huevos" pero en las diversas versiones de preparación de un fricasé, tanto en Francia como en el resto del mundo, se suele prescindir de usar huevos, existiendo variaciones en todas las regiones del mundo con la incorporación de ingredientes locales que le dan a cada receta su característica particular. Se piensa que en su origen el fricasé se espesaba con yema de huevo.
Se debe distinguir del estofado en el cual el alimento se cocina a fuego lento con aceite, ajo, cebolla y varias especias, y del ragú, que cuece más tiempo.

## Ingredientes
Los alimentos básicos usados generalmente son carnes de ave (pollo, pavo, etc) y de cerdo. Pero se encuentra también de ternera blanca, de conejo, de cordero y hasta de pescado. La carne se trocea y se saltea primero sin que llegue a coger color, para ser luego guisada en algún líquido, generalmente un caldo que puede llevar vino blanco. Se le incorpora toda clase de hortalizas, hongos o champiñones, y se espesa la salsa con harina o nata. El resultado es un plato de fuerte sabor, en una salsa espesa de color claro.

## Variantes
Con el tiempo, el término fricassée ha llegado a definir platos de los más variados. En Bélgica, la fricassée es un huevo frito acompañado de panceta o bacon. En Luisiana es una salsa hecha a base de un roux.

### Chile
En Chile, el fricasé es un plato tradicional de la gastronomía chilena hecho a base de acelgas, papas, cebolla, pimentón rojo, pan, salchichas, leche y huevos. Además del fricasé de acelgas, también hay variantes de cochayuyo, pollo, lomo, filete, vacuno, criadillas, pescado, habas, entre otros.